# Basse (Têt)
Die Basse (katalanisch: La Bassa) ist ein kleiner Fluss in Nordkatalonien, der im äußersten Südwesten Frankreichs, im Département Pyrénées-Orientales in der Region Okzitanien verläuft.

## Geographie

### Verlauf
Die Basse hat ihren Ursprung in der Roussillon-Ebene, nordöstlich der Pyrenäen, in der Kleinstadt Thuir. Hier nimmt sie den kleinen Bach Còrrec de la Creu auf, der in der Nachbargemeinde Sainte-Colombe-de-la-Commanderie entspringt und manchmal als Oberlauf der Basse betrachtet wird. Sie entwässert generell Richtung Nordost durch den Großraum von Perpignan, berührt dabei die Kleinstadt Toulouges, durchquert das Zentrum der Großstadt Perpignan und mündet nach insgesamt rund 16 Kilometern als rechter Nebenfluss in die Têt. Aufgrund ihrer enormen Wasserführung in Hochwassersituationen ist die Basse auf weiten Strecken als Kanal ausgebaut und verfügt auch über einen künstlich hergestellten zusätzlichen Wasserablauf zur Têt entlang der Autobahn A9, während das Wasser im Normalbetrieb den Verkehrsknoten unterirdisch passiert und danach in seinem ursprünglichen Bett das Stadtzentrum passiert. Im Großraum von Perpignan quert die Basse die Bahnstrecken Perpignan–Villefranche-de-Conflent, LGV Perpignan–Figueres und Narbonne–Portbou, die abschnittsweise die Gleisanlagen teilen.

### Orte am Fluss

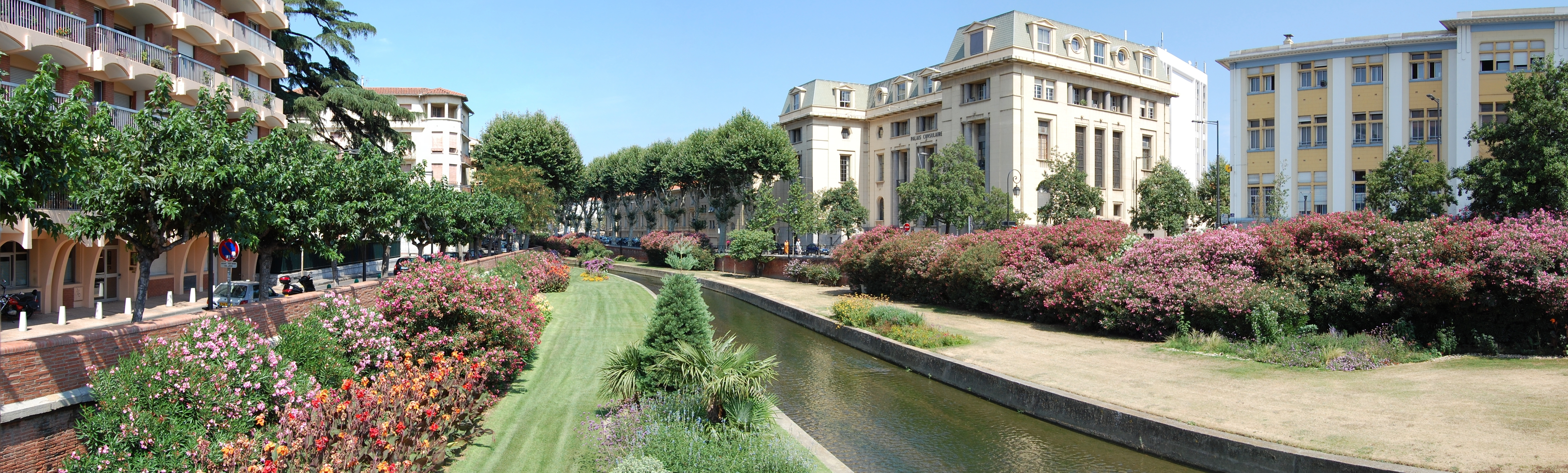
Die Basse in Perpignan

(Reihenfolge in Fließrichtung)
- Thuir
- Mas de l’Eula, Gemeinde Le Soler
- Toulouges
- Perpignan